# Alfabeto azero

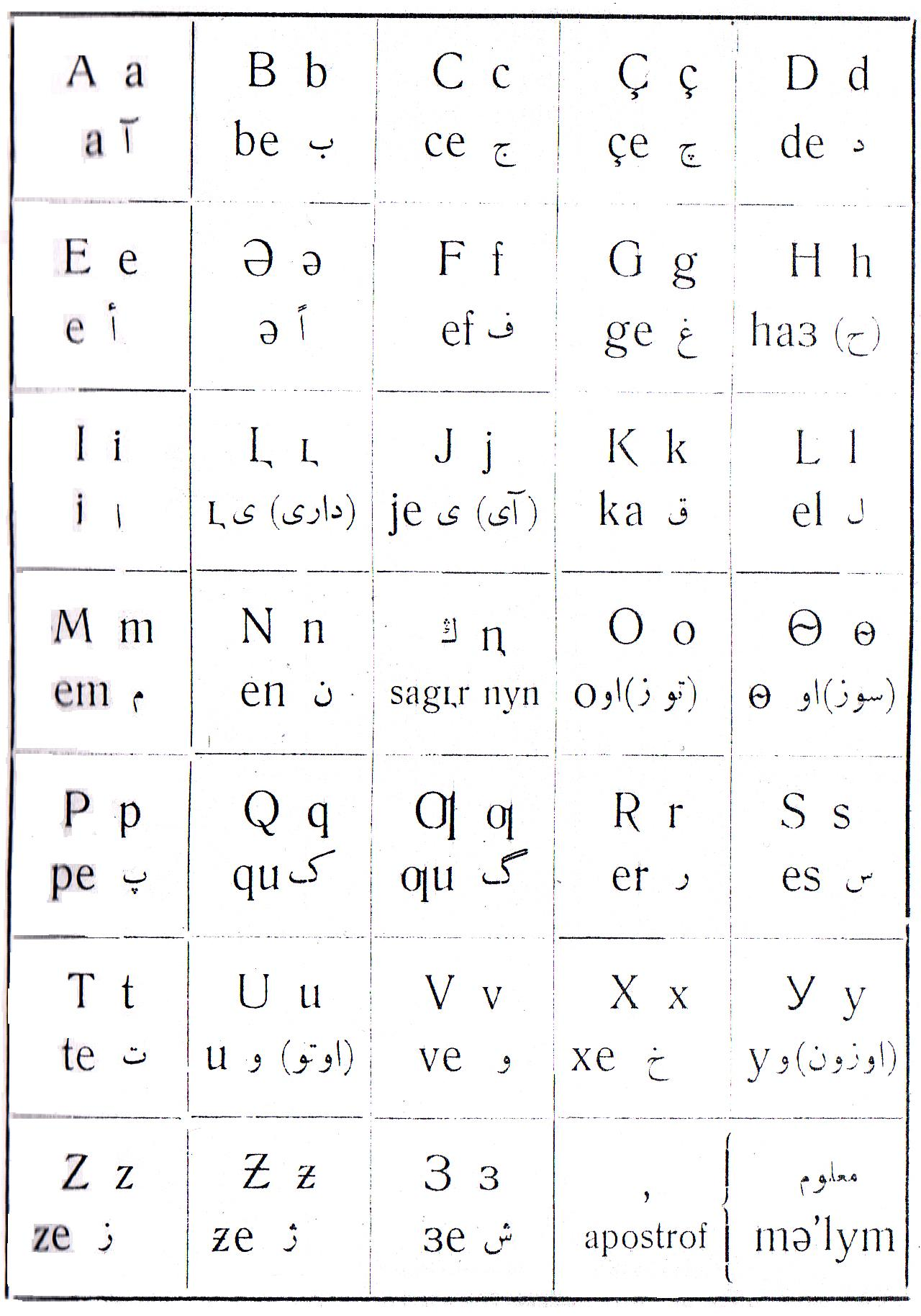

La lingua ufficiale dell’Azerbaigian è l'azero, parlato da quasi tutti gli abitanti del Paese, ma scritto con tre alfabeti diversi: l’alfabeto latino (Azərbaycan əlifbası), usato per i documenti ufficiali e nelle città principali che differenzia dall’alfabeto turco per la presenza dello scevà (Ə), l’alfabeto cirillico (Кирил графикалы Азәрбаyҹан әлфибасы), diffuso nel nord del Paese e l’alfabeto arabo (آذربایجان تورکجه‌سی‌نین لاتین الیفباسی), usato a sud, al confine con l’Iran.

## Caratteri

### alfabeto azero latino
Alfabeto azero latino
A B C Ç D E Ə F G Ğ H X I İ J K Q L M N O Ö P R S Ş T U Ü V Y Z

### alfabeto azero cirillico
А Б Ҹ Ч Д E Ә Ф Ҝ Ғ Һ X Ы И Ж Kk Г Л М Н О Ө П Р С Ш Т У В J З